# Golf (Computerspiel, 1984)
Golf ist eine Golf-Simulation, die von HAL Laboratory entwickelt und von Nintendo veröffentlicht wurde. Das Spiel erschien erstmals 1984 in Japan für den Nintendo Family Computer (Famicom). In Nordamerika erschien das Spiel am 18. Oktober 1985 als Launchtitel für das Nintendo Entertainment System (NES), eine überarbeitete Version des Famicoms für den Markt außerhalb Japans. Weitere Versionen des Spiels erschienen für bestimmte Arcade-Automaten und Heimcomputer, als Emulation erschien das Spiel auch auf der Wii U und Nintendo Switch.

## Spielprinzip
Golf ist eine Golf-Simulation, die aus 18 verschiedenen Löchern besteht. Das Spiel besitzt zwei Spielmodi. Im „Stroke Play“, der im Einzelspieler- und Zweispieler-Modus spielbar ist, versucht jeder Spieler allein den Golfkurs in möglichst wenigen Schlägen zu absolvieren. Im „Match Play“, der nur im Zweispieler-Modus spielbar ist, erhält pro Loch derjenige Spieler einen Punkt, der es mit den wenigsten Schlägen beendet.
In einem Fenster in der oberen linken Ecke werden die Entfernung zum Loch, das Par des Lochs und die Windrichtung und -geschwindigkeit angezeigt. Auf der rechten Seite des Bildschirms befindet sich eine Karte der Golfbahn mit der aktuellen Position der Spielfigur. Vor jedem Schlag wählt der Spieler einen aus 14 Golfschlägern und bestimmt über das Steuerkreuz die grobe Flugrichtung. Anschließend beginnt der Spieler durch Drücken einer Steuertaste den Schlag. In einem Balken in der unteren linken Ecke wird die Ausholbewegung angezeigt. Durch zweites und drittes Drücken der Taste wird zuerst die Stärke des Schlags und schließlich der Links- oder Rechtsdrall des Golfballs bestimmt. Je nach Loch gibt es verschiedene Hindernisse wie Sandbunker, welche die Schlagkraft reduzieren, oder Wasserhindernisse.

## Entwicklung
Da der Famicom nur drei Launchtitel hatte, sollte Shigeru Miyamoto möglichst schnell neue Spiele für diesen erstellen. Zu den von Miyamoto konzipierten Spielen gehörten drei Sportsimulationen, nämlich Baseball, Tennis und Golf. Miyamoto gestaltete das grundlegende Spielprinzip und das Aussehen der Spielfigur. Programmiert wurde das Spiel anschließend bei HAL Laboratory unter der Leitung von Satoru Iwata.

## Veröffentlichung
Golf wurde erstmals 1984 in Japan von Nintendo für den Famicom veröffentlicht. In Nordamerika erschien das Spiel am 18. Oktober 1985 als Launchtitel für das NES, eine überarbeitete Version des Famicom für den Markt außerhalb Japans. Nintendo veröffentlichte ebenfalls Versionen von Golf für ihre Arcade-Automaten. Eine Version für das Nintendo VS. System erschien am 26. Juli 1984 als Stroke & Match Golf in Japan und im selben Jahr als VS. Golf in Nordamerika. Auch für das PlayChoice-10 erschien Golf.
In den 80er-Jahren ließ Nintendo von Hudson Soft mehrere ihrer Famicom- und Arcade-Spiele auf japanische Heimcomputer portieren. Zu diesen Spielen gehörte auch Golf. Es sind Versionen von Golf für den PC-8801 und den Sharp X1 bekannt.
Auf der Wii U erschien über die Virtual Console eine Emulation der NES- / Famicom-Version von Golf. Sie wurde in Europa und Nordamerika am 10. Oktober 2013 und in Japan am 13. November 2013 veröffentlicht.
Im September 2017 wurde Golf im Programmcode der Nintendo Switch entdeckt. Weil das Spiel nur am 11. Juli spielbar war, dem Todestag des ehemaligen Nintendo-Präsidenten Satoru Iwata, und nur durch eine von Iwata oft gemachte Geste startbar war, wird vermutet, dass Golf als Omamori an Iwata der Switch hinzugefügt wurde, einer bestimmten Art japanischer Andenken, die nicht geöffnet werden sollen. Nintendo selbst äußerte sich nicht dazu und entfernte Golf in einem Firmware-Update im Dezember 2017 aus dem Programmcode der Switch. Am 25. Oktober 2019 veröffentlichte Hamster Corporation Arcade Archives Golf auf der Nintendo Switch, eine Emulation der Arcade-Version. Sie fügt eine Online-Highscore-Tabelle hinzu.

## Rezeption
Golf erhielt gemischte Wertungen. Computer and Video Games bewertete Golf als spaßig, kritisierte aber, dass sich der Wind nicht ändere und es kein sonstiges Wetter gebe. Power Play bezeichnete das Spiel als „nicht berauschend, dennoch ganz gut geglückt“ und lobte die durch das Minispiel zur Bestimmung der Schlagstärke und -genauigkeit eingeführten Actionelemente.
Retrospektiv bewertete Nintendo Life das Spiel als langweilig und empfahl es nur für größte Golf-Fans, auch wenn zugestanden wurde, dass es seinerzeit innovativ gewesen sei. JeuxVideo lobte hingegen, dass das Spiel einfach zu verstehen sei und dennoch durch die Terrains und große Auswahl an Schlägern recht komplex sei. Kritisiert wurde die nicht existente Hintergrundmusik.

### Verkaufszahlen
Die Computer Entertainment Supplier’s Association (CESA) gibt jährlich in ihrem White Paper die Verkaufszahlen von Spielen japanischer Publisher bekannt. Nach den CESA White Papers 2003 und 2004 wurde die Famicom-Version von Golf in Japan über 2,46 Millionen Mal verkauft und zusammen mit der NES-Version außerhalb Japans wurden weltweit über 4,01 Millionen Einheiten des Spiels abgesetzt. Somit ist Golf das weltweit zehntmeist verkaufte Spiel für das NES / den Famicom und sogar das in Japan sechstmeist verkaufte Spiel für den Famicom.

### Einfluss auf weitere Spiele
Golf führte das Minispiel ein, mit dem die Stärke und Genauigkeit eines Schlags bestimmt wird. Dieses Minispiel wird auch heute noch in überarbeiteter Form in vielen Golfsimulationen verwendet.
Die neun Löcher in Wii Sports sind dreidimensionale Versionen der Löcher aus Golf. Diese wurden als „Klassik“-Kurse in Wii Sports Resort und Wii Sports Club übernommen. Im November 2022 wurden diese Kurse Nintendo Switch Sports in einem Update hinzugefügt. In 51 Worldwide Games tauchen die Löcher in einem Miniatur-Format wieder auf.